# Liste antiker Ortsnamen und geographischer Bezeichnungen/Xi
| Lateinischer Name | Griechischer Name | Beschreibung     | Heute | Quellen und Verweise | Lage |
| ----------------- | ----------------- | ---------------- | ----- | -------------------- | ---- |
| Ximene            | Ξιμήνη            | Gegend in Pontos |       | Smith;               |      |
| Xion              | Ξιῶν              | Fluss in Libya   |       | Smith;               |      |
| Xiphonius Portus  | Ξιφώνειος λιμήν   |                  |       | Smith;               |      |